# Сан Пјеро ин Бањо (Форли-Чезена)
Сан Пјеро ин Бањо (итал. San Piero in Bagno) је насеље у Италији у округу Форли-Чезена, региону Емилија-Ромања.
Према процени из 2011. у насељу је живело 3210 становника. Насеље се налази на надморској висини од 466 м.